# Colomesus asellus
Colomesus asellus és una espècie de peix de la família dels tetraodòntids i de l'ordre dels tetraodontiformes.

## Morfologia
- Els mascles poden assolir 12,8 cm de longitud total.[1]

## Hàbitat
És un peix d'aigua dolça, de clima tropical (22 °C-28 °C) i demersal.

## Distribució geogràfica
Es troba a Sud-amèrica: conques dels rius Amazones (des del Perú fins a l'illa Marajó, incloent-hi els afluents Araguaia i Guaporé), Orinoco (prop de la desembocadura) i Essequibo.

## Observacions
És inofensiu per als humans.